# Adam Flagler
Adam Michael Flagler (Duluth, 1 de dezembro de 1999) é um jogador norte-americano de basquete profissional que atualmente joga no Oklahoma City Thunder da National Basketball Association (NBA) e no Oklahoma City Blue da G-League.
Ele jogou basquete universitário pelo Presbyterian College e pela Universidade Baylor.

## Carreira no ensino médio
Flagler cresceu jogando beisebol, futebol americano e basquete. Ele jogou basquete na Duluth High School em Duluth, Geórgia. Flagler saiu como o líder de todos os tempos da escola em pontos (1.300) e cestas de três pontos (227). Ele se comprometeu a jogar basquete universitário pelo Presbyterian College, o único programa da Divisão I da NCAA a lhe oferecer uma bolsa de estudos.

## Carreira universitária
Em 19 de novembro de 2018, Flagler marcou 29 pontos, o recorde de sua carreira, fazendo sete cestas de três pontos, em uma derrota de 80-65 para a UCLA. Como calouro na Presbyterian, ele teve médias de 15,9 pontos e 3,4 rebotes, marcando a maior pontuação de um calouro na história do programa . Flagler ganhou o prêmio de Calouro do Ano da Big South e ganhou cinco vezes o Prêmio de Calouro da Semana da Big South, um recorde da conferência. Após a saída do técnico na offseason, ele foi transferido para Universidade Baylor e ficou de fora por um ano devido às regras de transferência. Durante o ano que não jogou, Flagler melhorou seu jogo treinando contra Jared Butler, Davion Mitchell e MaCio Teague. Em seu segundo ano, ele assumiu o papel de sexto homem para Baylor, que terminou com um recorde de 28–2 e ganhou o primeiro título nacional na história da universidade. Flagler teve médias de 9,1 pontos, 2,3 rebotes e 1,4 assistências. Em seu terceiro ano, ele foi nomeado para a Segunda-Equipe da Big 12 após ter médias de 13,8 pontos e 3,0 assistências. Após a temporada, Flagler se declarou para o draft da NBA de 2022, antes de retornar para Baylor. Em seu último ano, ele foi nomeado para a Primeira-Equipe da Big 12. Após a temporada, Flagler se declarou para o draft da NBA de 2023.

## Carreira profissional
Depois de não ser selecionado no draft da NBA de 2023, Flagler assinou com o Oklahoma City Thunder em 19 de outubro de 2023, mas foi dispensado no dia seguinte. Em 31 de outubro, ele se juntou ao Oklahoma City Blue da G-League.
Em 12 de fevereiro de 2024, Flagler assinou um contrato de duas vias com o Thunder e seu afiliado da G-League, Oklahoma City Blue.

## Estatísticas da carreira

### NBA

#### Temporada regular
| Ano     | Equipe        | PJ | PT | MPJ | AP   | 3P   | LL | RT | AS  | BR | TO | PPJ |
| ------- | ------------- | -- | -- | --- | ---- | ---- | -- | -- | --- | -- | -- | --- |
| 2023–24 | Oklahoma City | 2  | 0  | 7.0 | .143 | .167 | —  | .0 | 2.0 | .0 | .0 | 1.5 |

### Universidade
| Ano      | Equipe       | PJ        | PT        | MPJ       | AP        | 3P        | LL        | RT        | AS        | BR        | TO        | PPJ       |
| -------- | ------------ | --------- | --------- | --------- | --------- | --------- | --------- | --------- | --------- | --------- | --------- | --------- |
| 2018–19  | Presbyterian | 36        | 36        | 30.7      | .438      | .386      | .835      | 3.4       | 1.3       | .8        | .3        | 15.9      |
| 2019–20  | Baylor       | Não jogou | Não jogou | Não jogou | Não jogou | Não jogou | Não jogou | Não jogou | Não jogou | Não jogou | Não jogou | Não jogou |
| 2020–21  | Baylor       | 28        | 0         | 22.8      | .454      | .434      | .872      | 2.3       | 1.4       | .9        | .0        | 9.1       |
| 2021–22  | Baylor       | 31        | 31        | 30.7      | .438      | .387      | .741      | 2.2       | 3.0       | 1.1       | .1        | 13.8      |
| 2022–23  | Baylor       | 32        | 32        | 33.8      | .426      | .400      | .790      | 2.4       | 4.6       | 1.2       | .1        | 15.6      |
| Carreira | Carreira     | 127       | 99        | 29.5      | .439      | .401      | .809      | 2.5       | 2.5       | 1.0       | .1        | 13.6      |

## Links externos
- Biografia do Baylor Bears
- Biografia da Presbyterian Blue Hose